# В чужом пиру похмелье
«В чужом пиру похмелье» — комедия в двух действиях Александра Островского. Написана в 1856 году.
Пьеса впервые поставлена на сцене театра 9 января (21 января) 1856 года в Малом театре в бенефис Прова Михайловича Садовского, а затем, 18 января, в Санкт-Петербурге на сцене Александринского театра в бенефис Владимировой.

## Действующие лица
- Иван Ксенофонтыч Иванов, отставной учитель, 60 лет.
- Лизавета Ивановна, его дочь, 20 лет.
- Аграфена Платоновна, вдова, губернская секретарша, хозяйка квартиры, занимаемой Ивановым.
- Тит Титыч Брусков, богатый купец.
- Настасья Панкратьевна, жена его.
- Андрей Титыч, его сын.
- Капитон Титыч, его сын.
- Ненила Сидоровна, знакомая Брусковой.
- Захар Захарыч, стряпчий.
- Луша, горничная девушка.